# Powerlifting ai XVI Giochi paralimpici estivi - 59 kg maschile
Le gare di powerlifting della categoria fino a 59 kg maschile ai XVI Giochi paralimpici estivi si sono svolte il 27 agosto 2021 presso il Tokyo International Forum.
Il vincitore è stato Qi Yongkai.

## Risultati
| Pos. | Atleta                 | Peso (kg) | Sollevamenti (kg) | Sollevamenti (kg) | Sollevamenti (kg) | Sollevamenti (kg) | Risultato (kg) |
| Pos. | Atleta                 | Peso (kg) | 1                 | 2                 | 3                 | 4                 | Risultato (kg) |
| ---- | ---------------------- | --------- | ----------------- | ----------------- | ----------------- | ----------------- | -------------- |
|      | Qi Yongkai             | 57,75     | 183               | 185               | 187               | –                 | 187            |
|      | Sherif Othman          | 58,41     | 181               | 184               | 187               | –                 | 187            |
|      | Herbert Aceituno       | 57,70     | 182               | 184               | 187               | –                 | 184            |
| 4    | Juan Garrido Acevedo   | 58,36     | 180               | 183               | 186               | –                 | 183            |
| 5    | Ibrahim Dauda          | 57,73     | 150               | 160               | 170               | –                 | 170            |
| 6    | Ali Jawad              | 58,52     | 163               | 164               | 166               | –                 | 164            |
| 7    | Paschalis Kouloumoglou | 58,11     | 156               | 163               | 166               | –                 | 163            |
| 8    | Mariusz Tomczyk        | 58,13     | 156               | 161               | 166               | –                 | 161            |
| 9    | Niel Garcia Trelles    | 58,60     | 145               | 151               | 161               | –                 | 151            |
| 10   | Tomohiro Kose          | 58,03     | 135               | 145               | 151               | –                 | 145            |